# ژان-پیر آما
ژان-پیر آما (انگلیسی: Jean-Pierre Amat؛ زادهٔ ۱۳ ژوئن ۱۹۶۲) تیرانداز اهل فرانسه است.